# Empire State (film)
Cet article possède un paronyme, voir Empire State Building.
Pour plus de détails, voir Fiche technique et Distribution.
Empire State, ou Poursuite blindée au Québec, est un film policier américain de Dito Montiel sorti en 2013.

## Synopsis
L'histoire vraie d'un braquage de fourgons blindés survenu à New York en 1982, et considéré, à l'époque, comme le plus important de toute l'histoire des Etats-Unis.
Chris Potamitis (Liam Hemsworth), qui ne s'est pas présenté à l'académie de police locale, se voit confier un poste de gardien de la sécurité auprès de l'Empire State Armored Truck Company. Chris commet l’erreur de mentionner la sécurité laxiste de la société à son meilleur ami Eddie (Michael Angarano). Il est bientôt entraîné involontairement dans un stratagème élaboré pour voler les énormes piles de liquidités stockées dans cette entreprise, ce qui génère le plus gros vol de trésorerie dans l'histoire des États-Unis, soit 11 millions de dollars. Alors que l'enjeu ne cesse de croître, Chris et Eddie doivent déjouer James Ransone (Dwayne The Rock Johnson), le détective vétéran de la police de New York qui est sur la piste, ainsi que les chefs de la police criminelle locaux qui veulent savoir qui a obtenu un emploi sur leur territoire pour s'assurer que les auteurs en subissent les conséquences.

## Fiche technique
- Titre original : Empire State
- Titre québécois : Poursuite blindée
- Réalisation : Dito Montiel
- Scénario : Adam Mazer
- Direction artistique : Javiera Varas
- Décors : Ethan Tobman
- Costumes : Abby O'Sullivan
- Photographie : Dana Gonzales
- Son : Tom Nelson
- Montage : Jake Pushinsky
- Musique : David Wittman
- Production : Randall Emmett, George Furla et Mark Stewart
- Sociétés de production : 24P Media Group, Emmett/Furla Films, Envision Entertainment Corporation et Kind Hearts Entertainment
- Société(s) de distribution :  Lions Gate Film
- Budget : 11 000 000 USD
- Pays d’origine :  États-Unis
- Langue originale : anglais
- Format : couleur - 35 mm - 2,35:1 - son Dolby numérique
- Genre : Drame, action et historique
- Durée : 94 minutes
- Dates de sortie[1] :
  - États-Unis : 3 septembre 2013 (sorti directement en DVD)
  - France : 14 avril 2014 (sorti directement en DVD)

## Distribution
- Liam Hemsworth (VF : Renaud Heine ; VQ : Gabriel Lessard) : Chris Potamitis
- Dwayne Johnson (VF : David Krüger ; VQ : Benoit Rousseau) : James Ransome
- Emma Roberts (VF : Nayéli Forest ; VQ : Claudia-Laurie Corbeil) : Nancy
- Michael Angarano (VF : Bruno Méyère ; VQ : Philippe Martin) : Eddie
- Paul Ben-Victor (VF : Hervé Furic ; VQ : Manuel Tadros) : Tommy
- Jerry Ferrara (VF : Jérôme Frossard ; VQ : Alexandre Fortin) : Jimmy le Grec
- Greg Vrotsos (VF : Jérôme Keen ; VQ : Patrick Chouinard) : Mike Dimitriu
- Michael Rispoli (VF : Fabrice Lelyon ; VQ : Sylvain Hétu) : Tony
- Nikki Reed : Lizzette
- Shenae Grimes (VF : Agnès Manoury) : Eleni
- Sharon Angela (VF : Nathalie Duverne) : Dina
- Chris Diamantopoulos (VF : Jochen Haegele) : Spiro
- Lucky Johnson (VF : Loïc Houdré) : Phil Johnson
- James Ransone (VF : Rémi Caillebot ; VQ : Nicolas Charbonneaux-Collombet) : agent Nugent
- Gia Mantegna (VF : Lucille Boudonnat) : Vicky
- Roger Guenveur Smith (VF : Jean-Bernard Guillard ; VQ : Daniel Lesourd) : agent Marichal
- Manoli Ioannidis (VF : Fabrice Lelyon) : Demetrious
- Ned Yousef (VF : Olivier Angèle) : le colombien no 1
- Edward J. Clare (VF : Jean-Pierre Leblan) : le journaliste no 3
- ? (VF : Jacques Albaret) : Jennings

 Source et légende : version française (VF) sur RS Doublage et le carton du doublage français sur le DVD zone 2
 Source et légende : version québécoise (VQ) sur Doublage.qc.ca